# Pedaliodes cledonia
Pedaliodes cledonia är en fjärilsart som beskrevs av Otto Thieme 1905. Pedaliodes cledonia ingår i släktet Pedaliodes och familjen praktfjärilar. Inga underarter finns listade i Catalogue of Life.